# Podhorce (Hrubieszów)
Pour les articles homonymes, voir Podhorce.
Podhorce (prononciation : [pɔtˈxɔrt͡sɛ]) est un village polonais de la gmina de Werbkowice dans le powiat de Hrubieszów de la voïvodie de Lublin dans l'est de la Pologne.
Il se situe à environ 4 kilomètres au nord de Werbkowice (siège de la gmina), 8 kilomètres au sud-ouest de Hrubieszów (siège du powiat) et 100 kilomètres au sud-est de Lublin (capitale de la voïvodie).

## Histoire
De 1975 à 1998, le village est attaché administrativement à la voïvodie de Zamość.

Depuis 1999, il fait partie de la voïvodie de Lublin.